# هيلاديف
هيلاديف Heladiv شركة شاي، مقرها في مدينة كولومبو في سريلانكا.
بدأت نشاطها في عام 1990 باسم إتش إف ايه لانكا للصادرات، وهي فرع من إحدى الشركات الهولندية (هانس فرينغ أمستردام).
ثم صارت ملكاً لرجال أعمال سريلانكيين في عام 1993.